# توربین بادی شناور

اولین توربین بادی شناور در مقیاس کامل در جهان، Hywind، که در سال ۲۰۰۹ در Immy Fjord در نزدیکی استاوانگر، نروژ مونتاژ شد، قبل از استقرار در دریای شمال

توربین بادی شناور یک توربین بادی دریایی است که بر روی یک سازه شناور نصب شده‌است و به توربین اجازه می‌دهد تا در اعماق آب جایی که به‌کارگیری توربین‌های با پایه ثابت امکان‌پذیر نیست، برق تولید کنند. مزارع بادی شناور این پتانسیل را دارند که سطح دریا را برای مزارع بادی فراساحلی به‌طور قابل توجهی افزایش دهند، خصوصاً در کشورهایی مانند ژاپن که دارای آب‌های کم عمق محدود هستند. قرار گرفتن مزارع بادی بیشتر در خارج از ساحل همچنین می‌تواند آلودگی دیداری را کاهش دهد، و اسکان بهتری را برای خطوط ماهیگیری و حمل و نقل فراهم می‌کند، و به وزش باد قوی تر و پایدار می‌رسد.
توربین‌های بادی شناور تجاری اکثراً در مرحله اولیه توسعه قرار دارند و چندین نمونه اولیه توربین از سال ۲۰۰۷ نصب شده‌اند. از سال ۲۰۱۸، تنها مزرعه بادی شناور عملیاتی هایویند اسکاتلند است که توسط استاتویل ساخته شده و در اکتبر ۲۰۱۷ راه اندازی شده‌است که شامل ۵ توربین شناور با ظرفیت کلی ۳۰ مگاوات می‌باشد.

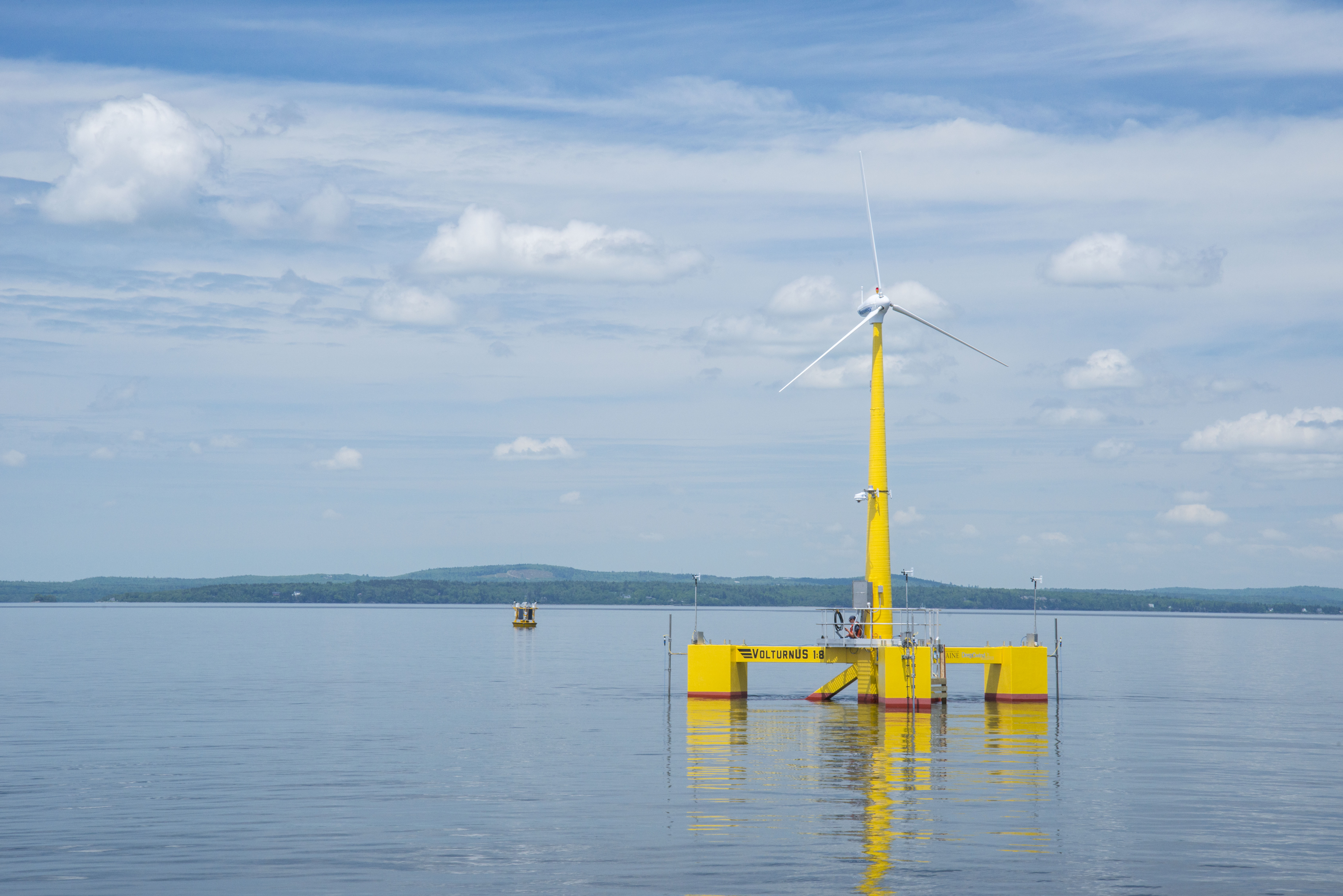
University of Maine's VolturnUS 1: 8 اولین توربین بادی دریایی متصل به شبکه بود.

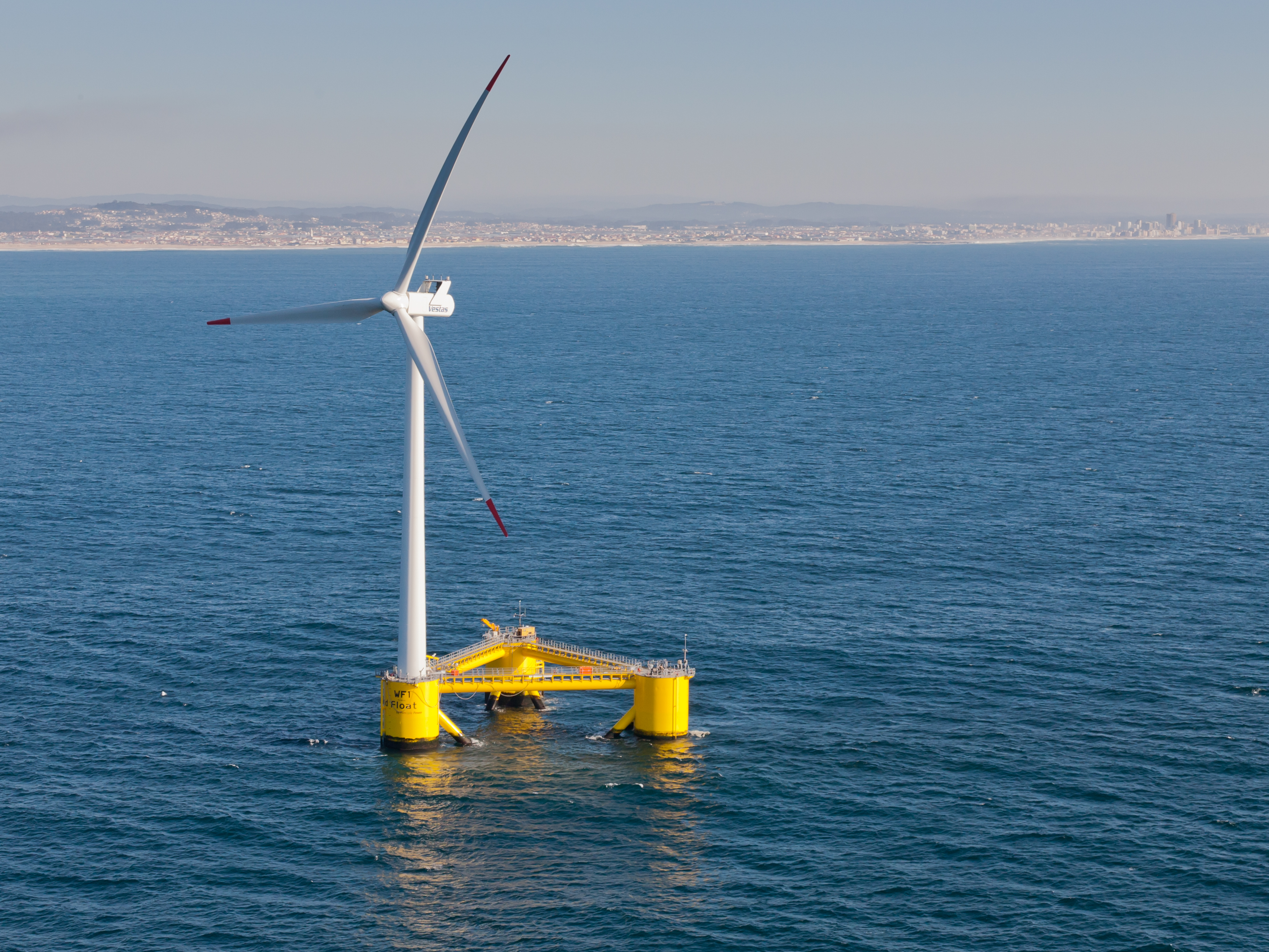
دومین توربین بادی شناور در مقیاس کامل جهان (که برای اولین بار بدون استفاده از کشتی‌های سنگین نصب شد)، WindFloat، با ظرفیتی (2 MW) کار می‌کند. تقریباً ۵ کیلومتر دریایی آگوچادورا، پرتغال قرار دارد.

## تاریخچه
ایده توربین‌های بادی شناور در مقیاس بزرگ توسط پروفسور ویلیام هریونموس از دانشگاه ماساچوست در امهرست در سال ۱۹۷۲ معرفی شد و تا اواسط دهه ۱۹۹۰، پس از استقرار صنعت باد تجاری، این موضوع مجدداً توسط انجمن تحقیقاتی اصلی مطرح شد.

یک توربین شناور تک استوانه که توسط کابل.

## کتابشناسی - فهرست کتب
- Torsten Thomas: راه حل‌هایی برای پایه‌های شناور. در: کشتی و دریایی، شماره ۵/۲۰۱۴، صفحه ۳۰–۳۳، گروه رسانه ای DVV، هامبورگ ۲۰۱۴،